# Bulgariens demografi

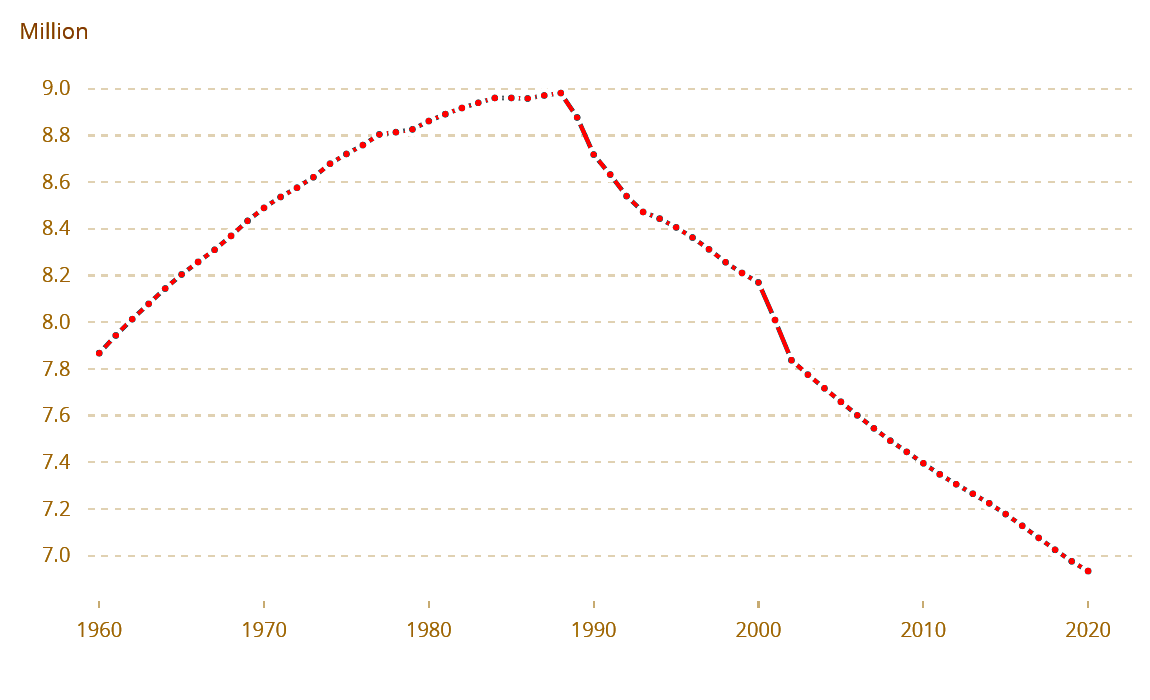
Antal invånare i Bulgarien (tusental), 1961-2003.

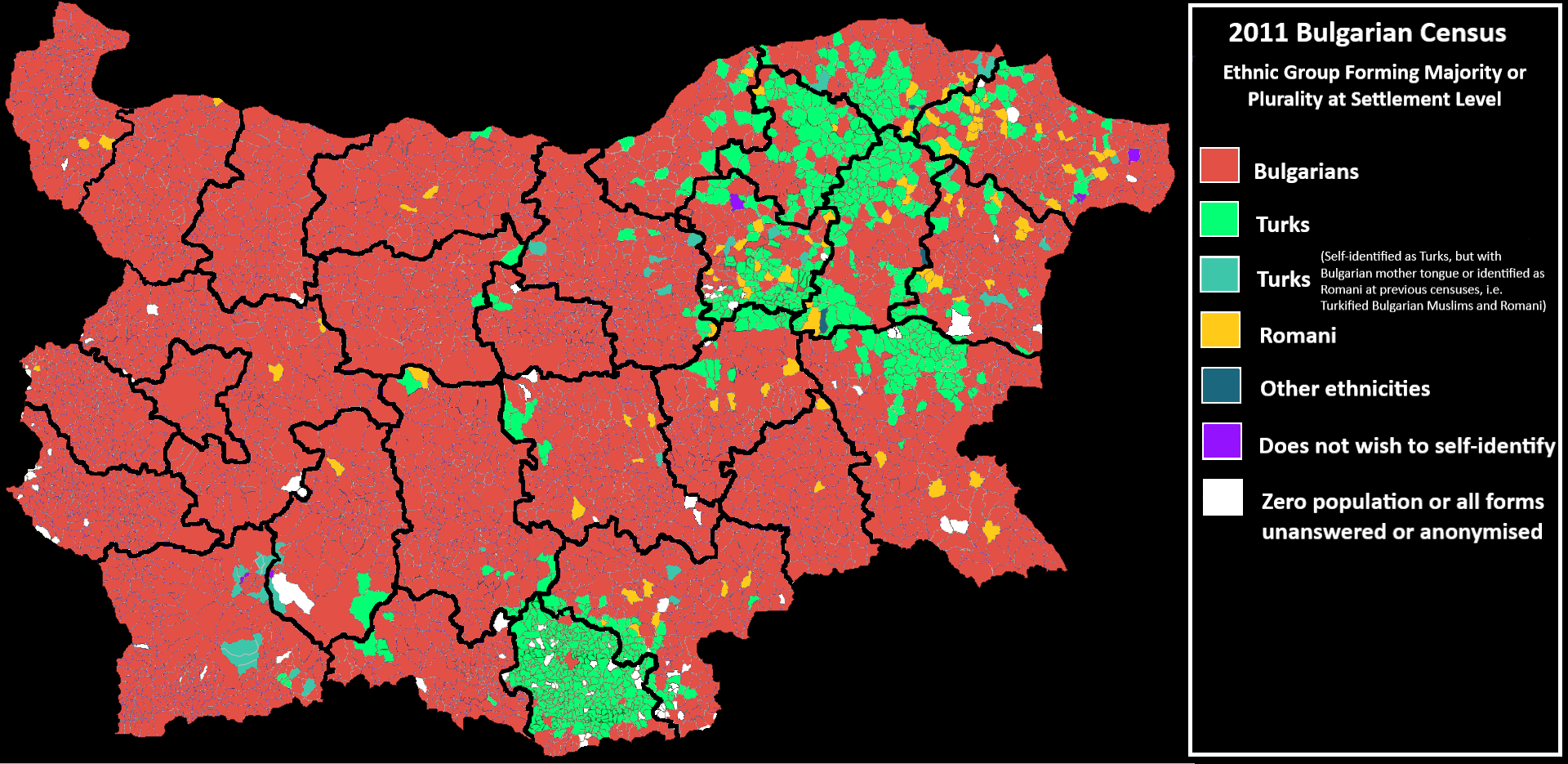
Etniska grupper i Bulgarien på bosättningsnivå enligt folkräkningen 2011

Med cirka 80 invånare per km² har Bulgarien en medelhög befolkningstäthet. I bäckenet och på slätterna stiger tätheten till mer än 100 invånare per km², medan den sjunker under genomsnittet i de högre bergsregionerna. Den högsta befolkningskoncentrationen har storstäderna Sofia (över 1 000 invånare per km²), Plovdiv, Varna och Russe. Bulgariens totala invånarantal stagnerar, vilket man från statsmaktens sida försöker hejda med bland annat födelsebidrag och ökade barnbidrag.
Befolkningen består till 84 % av sydslaviska bulgarer, som uppstått ur blandningen mellan det bulgariska nomadfolket (som har sina rötter i Asien) och de sydslaviska stammarna. Den turkiska minoriteten omfattar ca. 10 procent av befolkningen. Efter första världskriget förflyttades en del av dem, och 1950–51 utvandrade cirka 160 000 till Turkiet. De i Bulgarien kvarvarande turkarna bor främst i den sydöstra delen av landet, i Dobrudzja och vid Rodopibergen. En grupp muslimska bulgarer, pomakerna, räknar sig som turkar. Det finns dessutom ortodoxa kristna, gagauzerna, som talar turkiska. Bulgariska regeringens strävanden att genom namnändring "bulgarisera" den turkiska minoriteten ledde till hårt motstånd och oroligheter under 1984. Andra etniska grupper är romer (cirka 4,7 %), greker, armenier, judar, rumäner, makedonier, albaner, ryssar, med flera.
Av den totala befolkningen talar 88 % bulgariska och knappt en tiondel turkiska.
Nationella statistikinstitutet, folkräkningen 2001:
- Nativitet/födelsetal: 1,2 %
- Mortalitet/dödstal: 1,2 %
- Naturlig befolkningstillväxt: -0,2 %
- Beräknad medellivslängd: män 69 år, kvinnor 76 år
- Skolgång: obligatorisk i 11 år
- Läs- och skrivkunnighet: cirka 96 %

Den progressiva minskningen av den bulgariska befolkningen hindrar ekonomisk tillväxt och välfärdsförbättring, och de förvaltningsåtgärder som vidtagits för att mildra de negativa konsekvenserna tar inte upp kärnan i problemet. Regeringsprogrammet för perioden 2017-2021 är det första som syftar till att vända utvecklingen. Programmet identifierar också prioriterade medel för att uppnå detta mål: åtgärder för att öka födelsetal, minska ungdomsutvandring och bygga upp lagstiftande och institutionell kapacitet för att genomföra en modern invandringspolitik anpassad till den bulgariska verksamheten.